# ریموند مسی
ریموند مسی (انگلیسی: Raymond Massey؛ زاده ۳۰ اوت ۱۸۹۶ درگذشته ۲۹ ژوئیهٔ ۱۹۸۳) هنرپیشه اهل کانادا بود.
از فیلم‌هایی که وی در آن نقش داشته است، می‌توان به خانه تاریک قدیمی، آرسنیک و تور کهنه، یک داستان کنتربری، چگونه غرب تسخیر شد، ایب لینکلن در ایلینوی، شرق بهشت، تسخیرشده و عمر خیام اشاره کرد.